# ロールス・ロイス マーリン

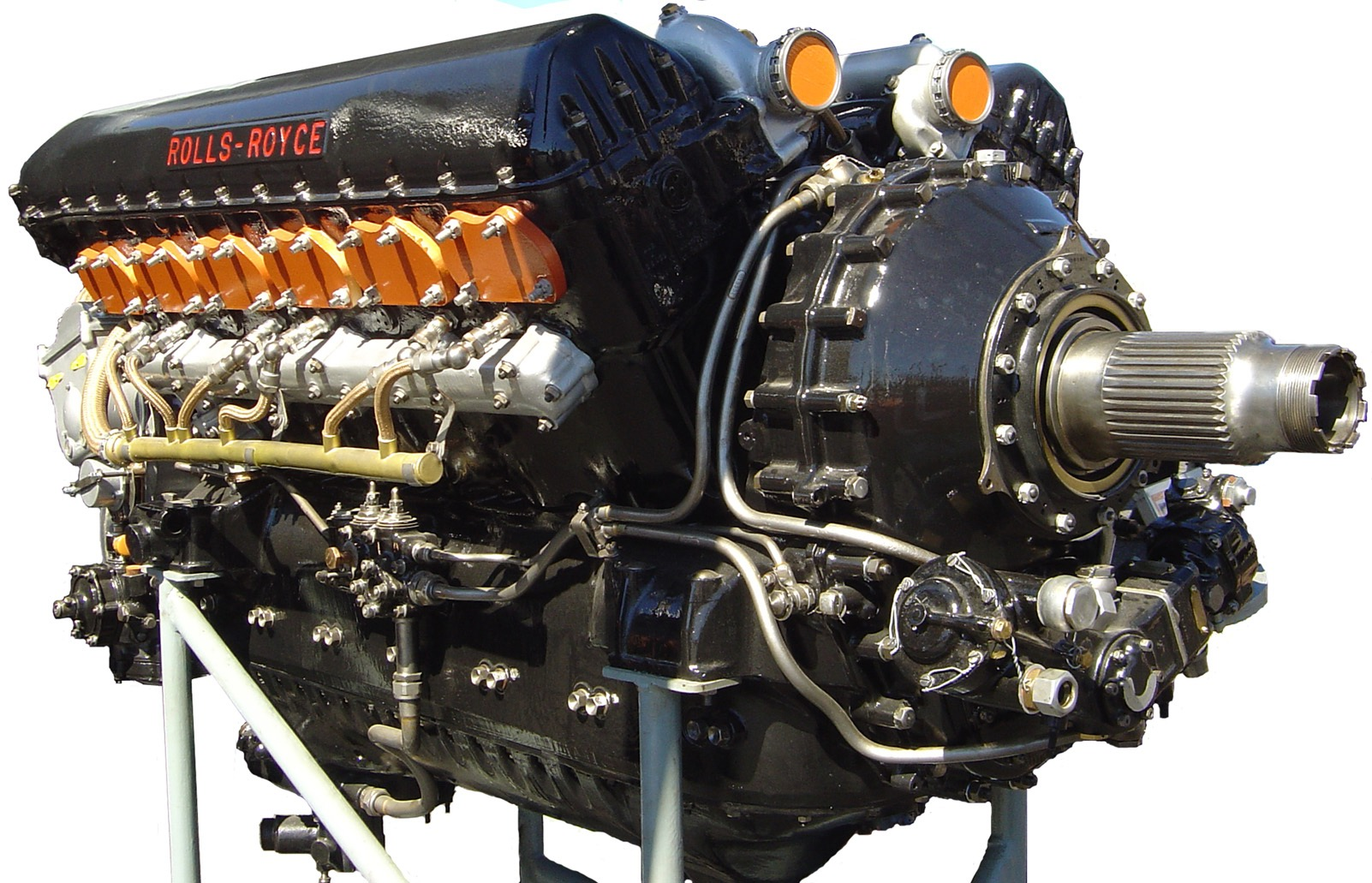
オーストラリアで展示されたマーリンエンジン（2005年）

マーリン（英語:Merlin ）はイギリスのロールス・ロイスが開発、生産した航空機用レシプロエンジンである。液冷V型12気筒ガソリンエンジンで、バルブ駆動方式はOHCであり、バルブ数は吸気2、排気2の4バルブである。
改良を重ねながら、主に第二次世界大戦中のイギリスの軍用機で使用された。特に活躍したスピットファイア、ランカスター、モスキートのエンジンとして搭載されたことからもわかるように、軍用の航空用レシプロエンジンとしては最も大きな成功を収めた代表的なエンジンである。
排気量を変更することなく、スーパーチャージャーの改良によって性能を向上させたことから、機体の変更を最小限に抑えることができたため、大戦全期間を通じて利用されることになった。イギリス本国での生産は、ダービー、クルー、グラスゴーのロールス・ロイス社工場で実施されたほか、同じく自動車メーカーである（高級車ロールス・ロイスとは対極のような大衆車メーカーであった）イギリス・フォードのマンチェスター・トラフォードパーク工場でも生産された。
イギリス以外にもアメリカのパッカードがマーリン66をマーリン266としてライセンス生産を行い、P-51 マスタングでアリソン V-1710に代わって使用された。P-51はエンジンをマーリンに変えたことで大成功をおさめた。
クロムウェル巡航戦車やチャレンジャー巡航戦車、コメット巡航戦車、センチュリオン戦車に搭載されたミーティア・エンジンは、このマーリンエンジンを戦車用に改修したものである。

## 開発
1930年代初頭、フレデリック・ヘンリー・ロイスは当時順調な売れ行きを見せていた航空エンジン「ケストレル」に過給機を組み込んだ885馬力のペレグリン (Rolls-Royce Peregrine) を開発した。このペレグリンを重ね、爆撃機のような大型機向けにヴァルチャーの開発が開始された。
一方、ケストレルを改良して作られたバザード (Rolls-Royce Buzzard) をさらに改良すれば、1,500馬力のエンジンを開発できる見込みがあった。しかし、それでは800馬力級と1,500馬力級の間に大きな隔たりができてしまい、中間クラスのラインナップを欠いてしまうため、ロールス・ロイスは政府の支援を受けることなく独自に1,100馬力のPV-12を開発しはじめた。
PV-12は1935年に新型の蒸発冷却器を採用して複葉機ホーカー ハートに搭載されたが、この冷却器に問題があることが判明した。アメリカからエチレングリコールを輸入できるようになった際、冷却器は従来の液冷式に戻された。
1936年、イギリス航空省は480 km/h以上を発揮できる新型戦闘機の要求を明らかにし、ホーカー・エアクラフトもスーパーマリンもこの要求に応えて設計した機体にPV-12を搭載した。1936年にホーカー ハリケーンとスーパーマリン スピットファイアの生産契約が結ばれると、ただちに最優先供給にPV-12が据えられ、コチョウゲンボウを意味する「マーリン」の名がつけられた。

## 搭載機種
製造者と五十音順または名称の番号順に並べてある。括弧内はマーリンの型（マーク / Mk.）。
- A・V・ロー・アンド
  - 679 マンチェスター Mk.III（XXV）
  - 683 ランカスター B.I/III/VI（XX、22/24、85/87）
  - 685 ヨーク（24）
  - 689 チューダー（621）
  - 691 ランカストリアン（24-2）
  - 694 リンカーン（66、68A、85、102、300）
  - 701 アテナ（35）
- サー・W・G・アームストロングス・ウィトワース・エアクラフト
  - A.W.38 ウィトリー Mk.IV/IVA/V（IV、X）
- イスパノ・アヴィアシオン
  - HA-1112 ブチョン（500-45）
- ヴィッカース・アームストロングス
  - 406/442 ウェリントン Mk.II/B Mk.VI（X、60、R6SM）
- ウェストランド・エアクラフト
  - ウェルキン（76/77）
- カナデア
  - ノーススター / DC-4M / C-4 アーゴノート
- カーティス・ライト
  - XP-60A（28）
- シアーヴァ・オートジャイロ
  - W.11 エアホース（24）
- ショート・ブラザーズ
  - S.38 スタージョン（140）
- スーパーマリン・エイヴィエーション
  - スピットファイア & シーファイア（C、II、III、XII、XX、32、45、45M、47、60、61、63、63A、64、66、70、71）
- デ・ハヴィランド・エアクラフト
  - DH.98 モスキート（21/22、23、25、61、69、72/73、76/77、113/114/114A）
  - DH.103ホーネット（130/131、133/134）
- ハンドレイ・ページ・エアクラフト
  - H.P.57/59 ハリファクス（X、XX、22）
- FIAT
  - G.59（500-20）
- フェアリー・エイヴィエーション
  - バトル Mk.I（I、II、III、V）
  - バラクーダ Mk.I/II/III（30、32）
  - フルマー Mk.I/II（VIII、XXX）
- ブリストル・エアロプレイン
  - 156 ボーファイター Mk.II/V（X、XX）
- ホーカー・エアクラフト
  - ハリケーン & シーハリケーン（C、II、III、XX、28、29、32）
- ボールトン・ポール
  - デファイアント（III、XX）
  - バリオール & シーバリオール

### V-1650 マーリン
V-1650 マーリン（V-1650 Merlin ）は、アメリカのパッカード・モーター・カー社がライセンス生産したエンジンである。アメリカではV-1650-○という名称であったが、イギリスではマーリン266のように、原型のマーリン○○に対して2○○と「2」を冠した名称で呼ばれた。
- P-40F/L キティホーク（V-1650-1）
- ハリケーン Mk.III/XII（V-1650-1）
- XP-60D（V-1650-3）
- P-51B/C,D/K,H マスタング（V-1650-7、-9A）
- XP-82/P-82B/C/D ツインマスタング（V-1650-19/21、-23/25）
  - スピットファイア Mk.XVI（V-1650-7(マーリン266))
- DH.98 モスキート(カナダ生産機)（V-1650-31/33、225、301）

## 仕様 (マーリン II)
出典： と
諸元
- タイプ： 12気筒 過給水冷式60° V型ピストン航空機エンジン
- シリンダー直径： 5.4 in (137.2 mm)
- ストローク： 6 in (152.4 mm)
- 体積： 1,648.96 in³ (27.04 L)
- 全長： 69 in (175.3 cm)
- 全幅： 29.8in (75.7 cm)
- 全高： 41.2 in (104.6 cm)
- 重量： 1,375 lb (623.7 kg)

機構
- バルブ: オーバーヘッドカム、気筒あたり2吸気口、2排気口、ナトリウム-封入排気バルブステム
- スーパーチャージャー： 遠心式スーパーチャージャー、減速比8.588:1
- 燃料システム： 2チョークアップドラフトSU気化器と自動混合気制御
- 燃料： 87オクタン価ガソリン
- 潤滑システム： ドライサンプと加圧ポンプ1台と排出ポンプ2台
- 冷却システム： 100%エチレングリコール、加圧

性能
- 出力： 最大ブースト圧 = 87 オクタン燃料 +6.25lb、100 オクタン燃料 +9 lb ブースト

- 880hp (656 kW) 回転数3,000 rpm 離陸時
- 1,030 hp (768 kW) 回転数3,000 rpm 高度 16,000 ft (4,877 m) (+6.25 lb)
- 1,160 hp (865 kW) 回転数3,000 rpm 高度12,250 ft (3,734 m) (+9 lb) (bmep = 185.7psi)

- 比出力： 0.70 hp/in³ (42.9 kW/L)
- 圧縮比： 6:1
- 正味燃料消費率： 0.63 lb/(hp・h) (382 g/(kW・h))
- 出力重量比： 0.844 hp/lb (1.86 kW/kg)

## 仕様 (マーリン 66)
出典： 
諸元
- タイプ： 12気筒 過給水冷式60° V型ピストン航空機エンジン
- シリンダー直径： 5.4 in (137.2 mm)
- ストローク： 6 in (152.4 mm)
- 体積： 1,648.96 in³ (27.04 L)
- 全長： 88.7 in (225.3 cm)
- 全幅： 30.8 in (78.1 cm)
- 全高： 40 in (101.6 cm)
- 重量： 1,645 lb (746.5 kg)[4]

機構
- バルブ: オーバーヘッドカム、2吸気口、2排気口、ナトリウム-冷却排気弁ステム
- スーパーチャージャー： 2速式2段スロットルに合わせて連動する過給器、2段目とエンジンの間に水-空気アフタークーラー搭載
- 燃料システム： ツイン・チョークアップドラフト気化器、自動混合気制御
- 燃料： 100 オクタン価 1944年半ばより 100/150 グレード航空燃料
- 潤滑システム： ドライサンプと加圧ポンプ1台と排出ポンプ2台
- 冷却システム： 70% 水と30%エチレングリコール、加圧

性能
- 出力：

100 オクタン燃料, +12 lb 加圧

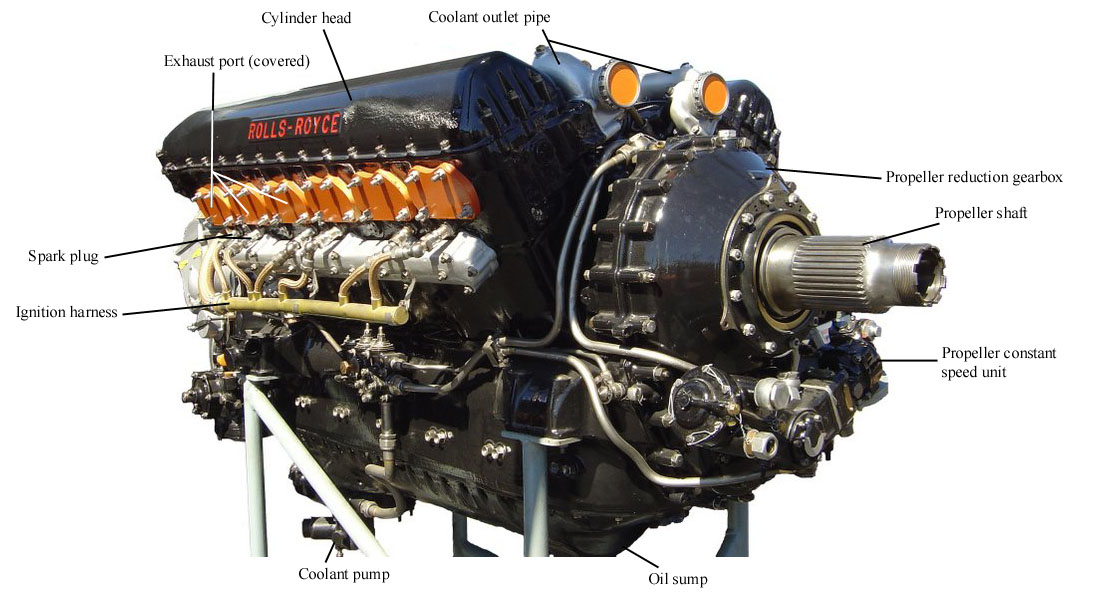
マーリンの解説クリックすると大きな画像へ移動

- 1,315 hp (981 kW)   回転数 3,000 rpm 離陸時
- 1,705 hp (1,271 kW) 回転数 3,000 rpm 高度 5,750 ft (1,753 m) (MS gear)
- 1,580 hp (1,178 kW) 回転数 3,000 rpm 高度 16,000 ft (4,877 m) (FS gear)

100/150 グレード航空燃料、+25 lb boost
- 2,000 hp (1,481 kW) 高度 5,250 ft (1,600 m)  (MS gear) (bmep = 320.2psi)
- 1,860 hp (1,387 kW) 高度 11,000 ft (3,353 m) (FS gear)

- 比出力： 0.95 hp/in³ (43.3 kW/L)
- 出力重量比： 0.80 hp/lb (1.76 kW/kg) take-off; 1.21 hp/lb (2.69 kW/kg) 100/150 grade fuel/MS gear.

## 民生利用

### 車両
英国、サセックス州のミカエル・ウィルロックはスクラップ場からマーリンXXVを50ポンドで入手しスワンデーン　スピットファイアスペシャルを製造した。このエンジンはダイムラー製ディンゴ装甲車を二台組み合わせて作られた自家製シャーシに搭載され、1953年のブリストンスピードトライアルに出場し、その後セントルイス在住のジェームス・ダフリーに売却された。2005年の時点でこの車はセントルイスにあり復元作業が行われている。
1960年代、ポール・ジェームソンはマーリンエンジン（スーパーチャージャーを取り除いて、一部鉄製部品をアルミ製に交換したロールス・ロイス ミーティア説もある）を独自のシャーシに搭載したが、結局は車体を完成させることができずにエプソン市の自動変速機の専門家であるジョン・ドッドにそのシャーシを売却した。彼はフォード・カプリを基にしたグラスファイバー製の車体を結合させ、その車を「ビースト」と名づけた。その車には当初ロールス・ロイス製自動車のラジエーターグリルとフードマスコット（フライング・レディ）が取り付けられていたがロールス・ロイスからの苦情により取り外された。ドッドによるとロールス・ロイスのマークをつけたビーストでアウトバーンを走行中にポルシェのドライバーの前を横切りそこからロールス・ロイスに新型モデルについての問い合わせがあったそうである。そして、ビーストは世界でもっとも馬力のある車としてギネスブックに載ることとなった。エンジンはボールトンポール製バリオールから流用した1262馬力のものであったがスーパーチャージャーを取り外して搭載したので850馬力(27,000cc)となっていた。またGM製TH400変速機を搭載していた。ビーストはスペインのマーベラに現存する。
1970年代中期にジェームソンは二代目のマーリンエンジン搭載車を開発した。6輪で前2輪後4輪、エンジンは車体中央に配置された。英国の週刊誌Motorに掲載され、現在はスウェーデンにある。
1990年にジェームソンは三代目のマーリンエンジン搭載車を開発し始めた。これは1930年代のロールス・ロイス製のシャーシを使用するものであったが、作者は車両の完成前に他界した。
近年オーストラリアでロッド・ハッドフィールドが1955年製シボレー・ベルエア スポーツクーペにこのエンジンを搭載した「Final objective」を開発した。

### 船舶
1940年代半ばから1950年代初頭にかけて、航空機用エンジンがその重量対出力比、信頼性、入手の容易さを買われて高速モーターボート用のエンジンとして多数搭載された。
1946年にデトロイトで開催されたミス・ウィンザー杯をはじめとしてその後10年ほど、マーリンエンジンのその改良型が同じく一般的なアリソン製V-1710との激しい戦いに使われたが、その後はさらに重量対出力比のよいガスタービンエンジンに取って代わられた。

## 日本における保存
千葉県成田市の航空科学博物館にマーリンVエンジンが展示されている。